# Zhan Tianyou
Zhan Tianyou (26 de abril de 1861-24 de abril de 1919), o Jeme Tien-Yow como se hacía llamar en inglés, basado en la pronunciación cantonesa, fue un ingeniero ferroviario pionero chino. Educado en los Estados Unidos, fue el ingeniero jefe responsable de la construcción del Ferrocarril Jingbao (Beijing a Zhangjiakou), el primer ferrocarril construido en China sin asistencia extranjera. Por sus contribuciones a la ingeniería ferroviaria en China, Zhan es conocido como el "Padre del Ferrocarril de China".

## Fondo

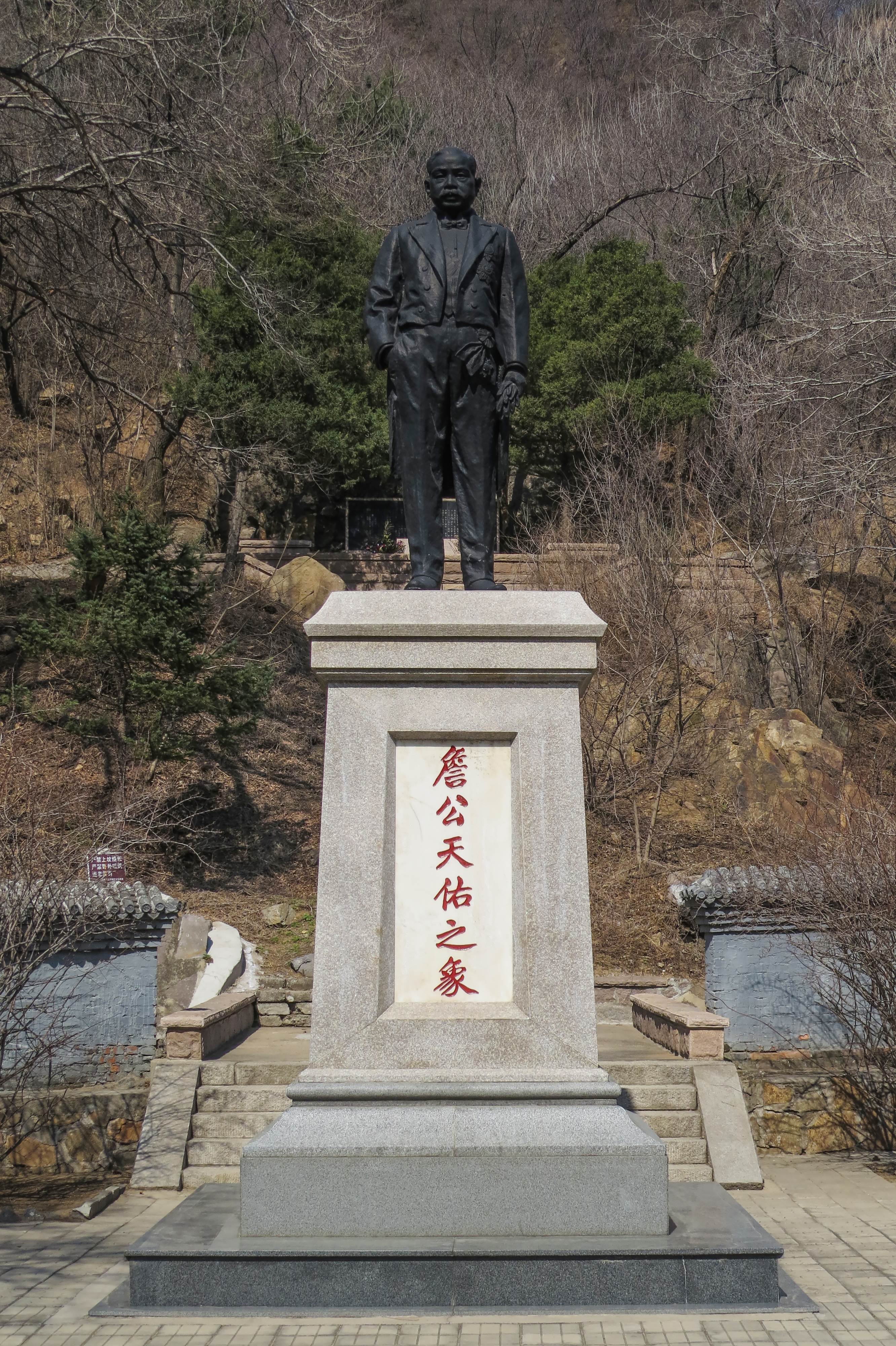

Zhan nació en el condado de Namhoi (Nanhai) (ahora Guangzhou) en Guangdong. Su familia, que había participado durante mucho tiempo en los negocios y el comercio, vino del condado de Wuyuan, Jiangxi (condado de Wuyuan) en Huizhou (región), Anhui (ahora en Jiangxi). En 1872, cuando tenía doce años, fue elegido por Qing funcionarios imperiales para ser enviado a los Estados Unidos como parte de la Misión Educativa de China. Junto con treinta muchachos de edad similar, llegó a Connecticut, Estados Unidos. Después de estudiar en una escuela primaria en New Haven, ingresó en la Hillhouse High School y en 1878 ingresó en la Sheffield Scientific School de la Universidad de Yale. Se especializó en Ingeniería Civil, con énfasis en construcción de ferrocarriles, y recibió su Ph.B. en 1881. Se lo consideró afortunado, porque solo unos meses después de su graduación, el gobierno Qing decidió retirar a todos los estudiantes que estudiaban en los Estados Unidos. De los que fueron enviados al extranjero, sólo él y otro estudiante pudieron completar sus estudios universitarios.

## Carrera

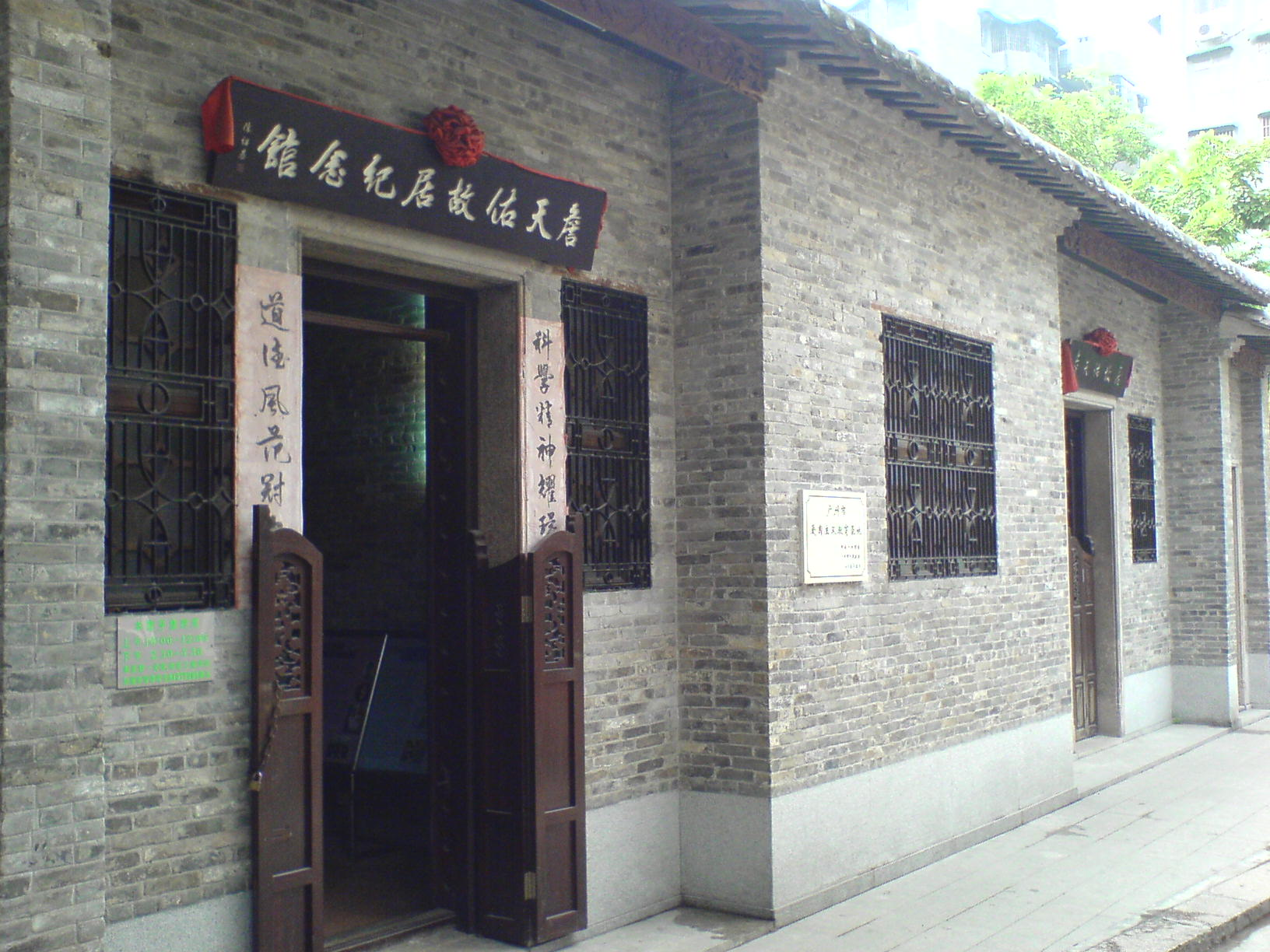

Los funcionarios del gobierno de Qing encontraron que el comportamiento de los estudiantes con educación extranjera era "no chino". Habían adoptado muchas prácticas occidentales, como jugar al béisbol y usar camisas y pantalones en lugar de túnicas tradicionales, y se les cortaron las colas. En lugar de utilizar sus talentos al máximo, el gobierno los envió a todos, incluido Zhan, para que trabajen como traductores o como oficiales en la recientemente formada marina imperial china. Zhan fue enviado al Arsenal Foochow. Unos años más tarde, en 1884, la Armada Imperial en Fuchow fue destruida durante la guerra entre China y Francia.
En 1888, Zhan finalmente pudo realizar su sueño de convertirse en ingeniero. El virrey Li Hongzhang en Pekín estaba construyendo un ferrocarril que uniría a  Tientsin a las minas de carbón en Tangshan. Un ingeniero británico, Claude W. Kinder, fue contratado como el ingeniero jefe del ferrocarril. A través de las conexiones con sus antiguos compañeros de clase que trabajan en Pekín, Zhan se unió a Kinder como ingeniero interno. Pronto fue ascendido a ingeniero, y luego el ingeniero de distrito.
En 1902, Yuan Shikai decidió construir una línea especial para Empress Dowager Cixi para poder visitar las tumbas de sus antepasados reales. Kinder fue el candidato original para ingeniero jefe, sin embargo, los franceses no estaban contentos de que un inglés fuera asignado al puesto. Eventualmente, Zhan obtuvo la asignación como ingeniero jefe de la línea auxiliar convert. Logró construir el ferrocarril dentro del presupuesto y con un horario muy ajustado. La emperatriz estaba contenta y se le dio permiso para construir más ferrocarriles en China.
En 1905, el gobierno Imperial Qing decidió construir un ferrocarril que uniría la capital de Pekín con la importante ciudad comercial de Kalgan, al norte. Este ferrocarril sería de importancia estratégica para el gobierno. Por lo tanto, se tomó la decisión de que el ferrocarril se construiría sin ayuda extranjera. El capital provendría del gobierno y no se contrataría ningún ingeniero extranjero. Zhan fue designado nuevamente como ingeniero jefe del ferrocarril. Al principio, algunas personas se mostraron escépticas de que el gobierno pudiera construir el ferrocarril por sí solo en las escarpadas montañas al norte de Pekín. Sin embargo, Zhan demostró que era un ingeniero capaz y completó el trabajo dos años antes de lo previsto y por debajo del presupuesto. Incluyó una sección Zig Zag (ferrocarril) cerca de la estación de tren Qinglongqiao para superar la pendiente pronunciada.Al excavar el túnel ferroviario Badaling, aceleró la construcción al perforar un pozo vertical en el camino del túnel. Esto duplicó la cantidad de equipos de excavación que podrían ser empleados. También se dijo que era un asesor técnico para la construcción del Puente Lo Wu construido en 1906 como parte del Ferrocarril Kowloon-Canton.

## Reconocimiento
Zhan fue posteriormente elegido miembro de la North British Academy of Arts en 1909.

## Vida posterior
En 1919, Zhan murió en Hankou, Hubei a la edad de 57 años, y fue enterrado en la estación de tren de Qinglongqiao, donde el ferrocarril de Pekín-Kalgan (Beijing-Zhangjiakou) cruzó el Gran Muralla y las escarpadas montañas al norte de Beijing. Un museo también se estableció cerca para conmemorar sus logros.
Los descendientes de Zhan van desde el este de China hasta las Filipinas. con su bisnieto, Carl Cham (chino: 詹季涛; pinyin: Zhan Ji Tao), con un alias de "Jhobert Bakumbakal" con el nombre de marca de su familia.